# Fuendejalón
Fuendejalón ist ein spanischer Ort und eine Gemeinde (municipio) mit 763 Einwohnern (Stand: 2024) im Nordwesten der Provinz Saragossa der Autonomen Region Aragonien.

## Lage
Fuendejalón liegt knapp 55 km (Fahrtstrecke) westnordwestlich der Provinzhauptstadt Saragossa in einer Höhe von etwa 470 m. 
Das Klima ist gemäßigt bis warm; Regen (ca. 485 mm/Jahr) fällt übers Jahr verteilt.

## Bevölkerungsentwicklung
| Jahr      | 1970 | 1981 | 1991 | 2001 | 2011 | 2021 |
| Einwohner | 1081 | 1023 | 985  | 853  | 979  | 766  |

## Sehenswürdigkeiten
- Johannes-der-Täufer-Kirche (Iglesia de San Juan Bautista) aus dem 16. Jahrhundert
- Kapelle La Virgen del Castillo
- Bodegamuseum El Cherro
- Rathaus

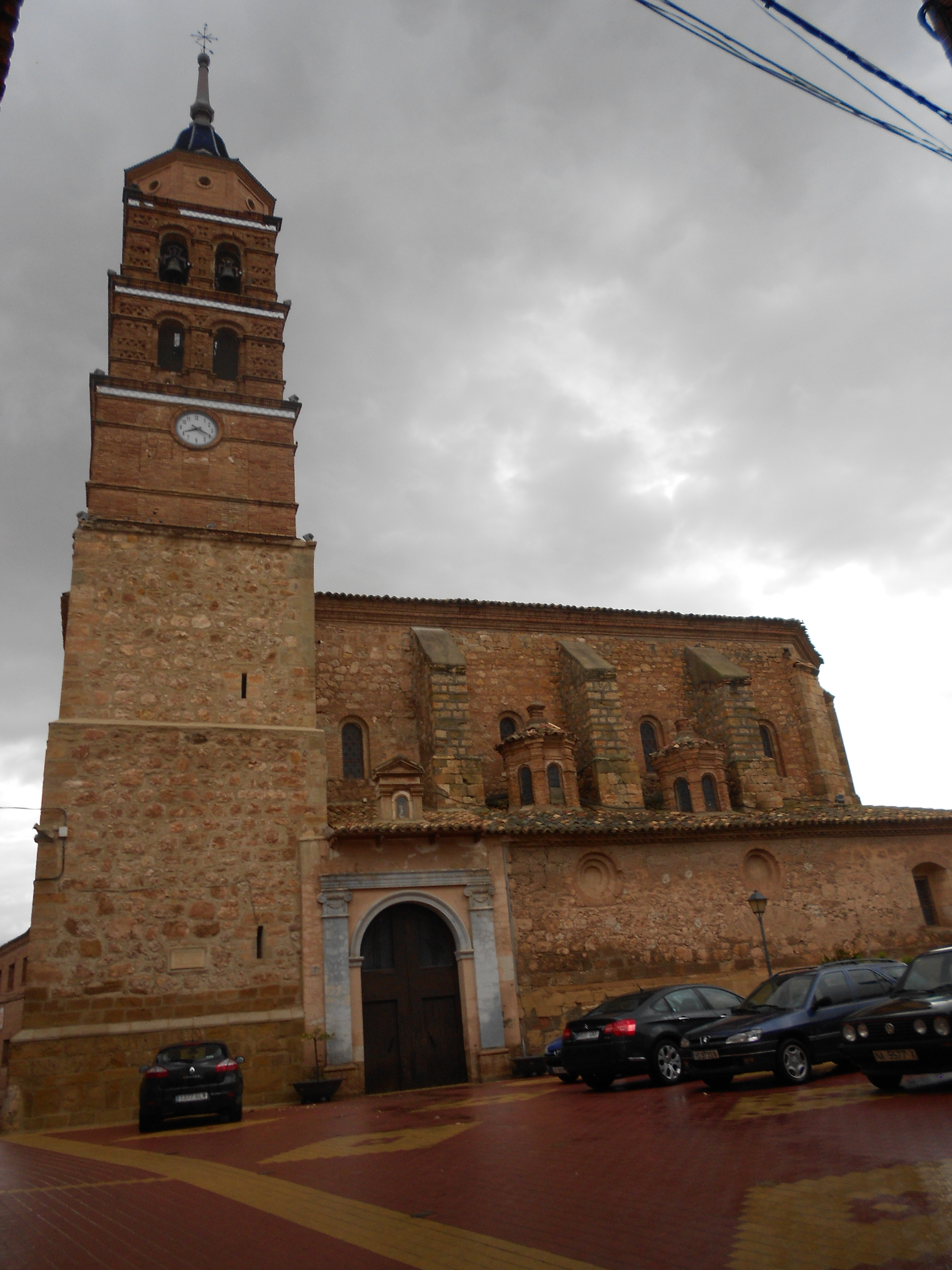
Johannes-der-Täufer-Kirche

## Gemeindepartnerschaften
Mit der französischen Gemeinde Camarsac im Département Gironde (Neuaquitanien) und mit der spanischen Gemeinde Murillo el Fruto in der Autonomen Gemeinschaft Navarra bestehen Partnerschaften.